# Łęczyca
Łęczyca är en stad i Powiat łęczycki i det polska vojvodskapet Łódź. Łęczyca, som omnämns i dokument från 1100-talet, hade 14 362 invånare år 2016. Bland stadens sevärdheter finns det kungliga slottet och Sankt Andreas-kyrkan.